# Joseph-Marie Fabre
Pour les articles homonymes, voir Fabre.
Joseph-Marie Fabre, né à Guer en Bretagne le 20 avril 1745, mort après 1816, est un avocat puis magistrat breton, partisan des idées nouvelles, député du Morbihan à l'Assemblée législative en 1791-1792.

## Biographie
Né en 1745, Joseph-Marie Fabre est avocat à Guer avant la Révolution. Il est le frère de Julie Fabre.
Partisan des idées nouvelles, il est élu en 1790 juge du tribunal de Ploërmel, et devient administrateur du Morbihan, et président du tribunal. 
Joseph-Marie Fabre est élu député à l'Assemblée législative le 31 août 1791, par le département du Morbihan, le 3e sur 8, par 247 voix sur 403 votants. Il vote silencieusement avec la majorité réformatrice.
En 1792, après la session, il reprend ses fonctions judiciaires. Il est arrêté comme suspect de fédéralisme pendant la Terreur. Élu, le 28 germinal an VII (avril 1799), président du tribunal criminel du Morbihan, il est nommé par le gouvernement consulaire, en mai 1800, juge au tribunal d'appel de Rennes. Il échange ce titre le 14 février 1811 contre celui de conseiller à la cour impériale de Rennes, lors de la réorganisation de la magistrature. Il est admis à la retraite par le gouvernement de la Restauration, en janvier 1816. Il est mort à une date inconnue.

## Sources
- « Fabre (Joseph-Marie) », dans Adolphe Robert et Gaston Cougny, Dictionnaire des parlementaires français, Edgar Bourloton, 1889-1891 [détail de l’édition] [texte sur Sycomore].